# Jacques Becker
Jacques Becker (ur. 15 września 1906 w Paryżu, zm. 21 lutego 1960 tamże) – francuski reżyser, scenarzysta i aktor. Prezes francuskiej federacji DKF.

## Życiorys
Przez wiele lat był asystentem Jeana Renoira, co znalazło odbicie w późniejszej pracy. W jego obrazach dominuje realizm, wyraźnie zarysowane charaktery i intymizm, którym wzbogacał typowe francuskie tematy. Styl Beckera cechuje precyzyjna narracja i znakomita konstrukcja dramatyczna.

## Filmografia

### Reżyser
- Trou, Le (Dziura), 1960
- Montparnasse 19, 1958 z Gérardem Philipem
- Aventures d'Arsène Lupin, Les (Przygody Arsena Lupina), 1957
- Touchez pas au grisbi (Nie tykać łupu), 1954 z Jeanem Gabinem i Jeanne Moreau
- Ali Baba et les quarante voleurs (Ali-Baba i 40 rozbójników), 1954
- Rue de l'estrapade, 1953
- Casque d'Or (Złoty kask), 1952
- Édouard et Caroline (Edward i Karolina),1950
- Rendez-vous de juillet (Spotkanie lipcowe), 1949
- Antoine et Antoinette (Antoni i Antonina), 1947
- Falbalas (Ludzie i manekiny), 1945
- Goupi mains rouges (Skarb rodziny Goupi), 1943
- Dernier atout (Ostatni atut), 1942
- Vie est à nous, La (Życie należy do nas), 1936
- Tête de turc, 1935

## Aktor
- Les aventures d'Arsène Lupin (Przygody Arsena Lupina), 1957 – kronprinz
- La grande illusion (Towarzysze broni), 1937 – jako oficer
- Une partie de campagne (Wycieczka na wieś), 1936 – jako seminarzysta
- La vie est à nous (Życie należy do nas), 1936 – jako bezrobotny
- Chotard et Cie, 1933
- Boudu sauvé des eaux (Boudu z wód uratowany), 1932 – w roli poety

## Scenarzysta
Jacques Becker był scenarzystą filmów: „Dziura”, „Montparnasse 19”, „Przygody Arsena Lupina”, „Nie tykać łupu”, „Ali-Baba i 40 rozbójników”, „Rue de l'estrapade”, „Złoty kask”, „Edward i Karolina”, „Spotkanie lipcowe”, „Antoni i Antonina”, „Ludzie i manekiny”, „Życie należy do nas”.

## Nagrody
- 1947 – MFF w Cannes za Antoine et Antoinette
- 1952 – MFF w Locarno za kreację Simone Signoret w Casque d`Or[2]